# Refuge Quintino Sella au Félik
Pour les articles homonymes, voir Refuge Quintino Sella.
La refuge Quintino Sella au Félik (en allemand, Felikjoch), appelé aussi cabane Quintino Sella au Félik, est un refuge alpin, situé dans la haute vallée du Lys, sur la commune de Gressoney-La-Trinité, à 3 585 mètres d'altitude.

## Histoire
Un premier refuge fut bâti en 1885, puis reconstruit en 1907 et en 1924, après qu'une avalanche l'avait détruit. Le refuge actuel, à trois étages, a été construit en 1982, en bois lamellaire. Il est dédié à l'alpiniste piémontais Quintino Sella.

## Caractéristiques et informations

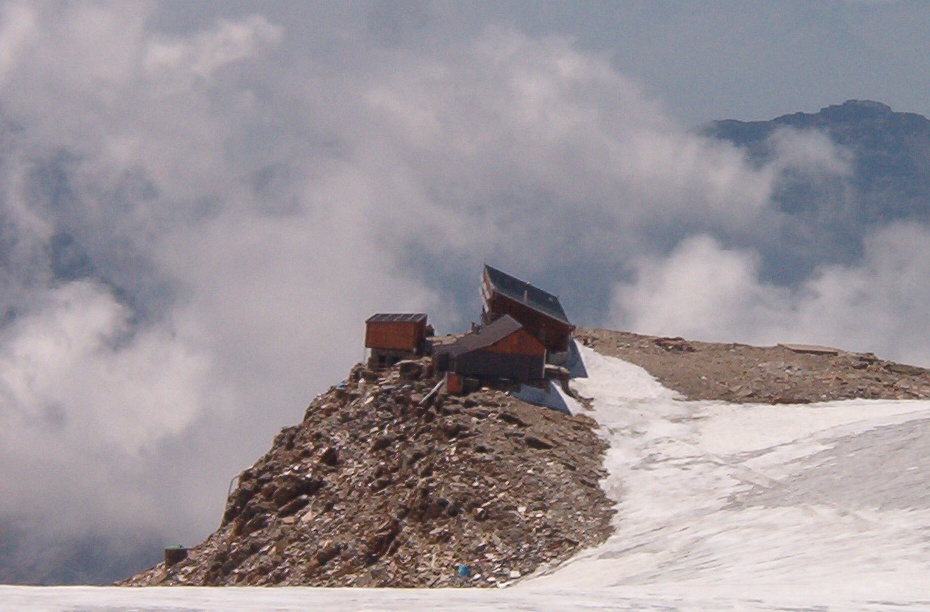
Vue du refuge.

Il se trouve au bord du glacier du Félik. En raison de son altitude, la période d'ouverture peut varier.

## Accès

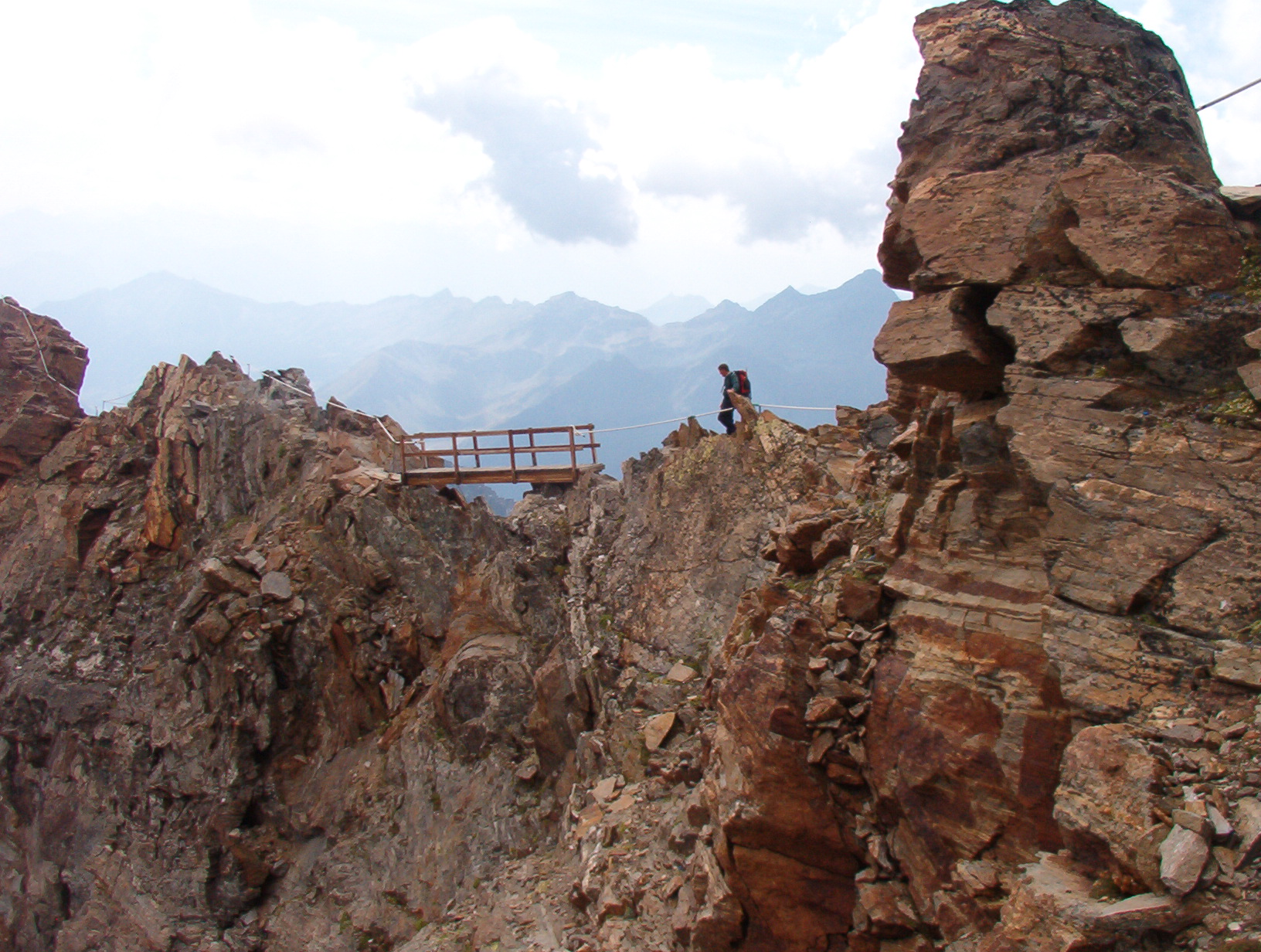
Le sentier d'accès au refuge Sella du col du Bätt.

La voie d'accès prévoit le passage du col du Bätt (2 670 mètres) que l'on rejoint en télécabine à partir du hameau Stafal (1 825 mètres) de Gressoney-La-Trinité. Du col, on atteint le refuge Sella en trois heures environ. Une voie d'accès alternative, par le val d'Ayas, prévoit comme point de départ le chef-lieu d'Ayas. En ce cas aussi, il faut rejoindre le col du Bätt (2 670 mètres) et poursuivre comme indiqué précédemment.

## Ascensions
- Castor, 4 221 mètres, 3 heures
- Liskamm occidental, 4 481 mètres, 4 heures et demie

## Traversées
- Cabane Reine Marguerite (4 559 mètres), par le Nez du Liskamm (4 272 mètres) et par le col du Lys (4 248 mètres)
- Cabane Giovanni Gnifetti (3 647 mètres), par le Nez du Liskamm, 5 heures et demie environ
- Refuge Ottorino Mezzalama (3 036 mètres) avec deux voies d'accès prévues : en remontant d'abord le Castor par sa crête sud-orientale, et en descendant ensuite par le col de Verraz et par le grand glacier de Verraz ; ou alors en descendant au col de Bettolinaz et au Plan de Verraz, et en remontant ensuite par la voie d'accès normale au refuge